# Gorodnia (rejon konakowski)
Gorodnia (ros. Городня) – wieś (sieło) w Rosji, w obwodzie twerskim, w rejonie konakowskim. W 2010 liczyła 1387 mieszkańców.